# Malvastrum bicuspidatum
Malvastrum bicuspidatum är en malvaväxtart som först beskrevs av S. Wats., och fick sitt nu gällande namn av Joseph Nelson Rose. Malvastrum bicuspidatum ingår i släktet Malvastrum och familjen malvaväxter.

## Underarter
Arten delas in i följande underarter:
- M. b. bicuspidatum
- M. b. campanulatum
- M. b. oaxacanum
- M. b. tumidum
- M. b. glabrum